# 勘解由小路家
勘解由小路家（かでのこうじけ）は、日本の氏族の一つ。
漢字5文字からなるこの苗字（家名）は、埼玉県に存在する左衛門三郎と並び、現代になって帰化した家系を除けば日本では最長である。姓の由来は平安京の勘解由小路である。
歴史的には、勘解由小路を号した家系には以下のものがある。
1. 藤原北家：
  1. 世尊寺流 - 藤原伊尹の子孫経尹－行尹と続き、行尹が勘解由小路を号したとある。
  2. 勧修寺流 - 為房－為隆－光房（勘解由次官）と系図に記され、さらに子孫高清（勘解由小路）とある。
  3. 日野氏流 - 日野資長－兼光－頼資（勘解由小路）とあり、頼資の子経光－兼仲と続く嫡流は後に広橋と号した。
  4. 日野烏丸流：勘解由小路家 (日野流)を参照。
2. 賀茂氏流：勘解由小路家 (賀茂氏)を参照。
3. 清和源氏流：斯波氏#勘解由小路武衛を参照。